# George Marshall (réalisateur)
Pour les articles homonymes, voir George Marshall et Marshall.

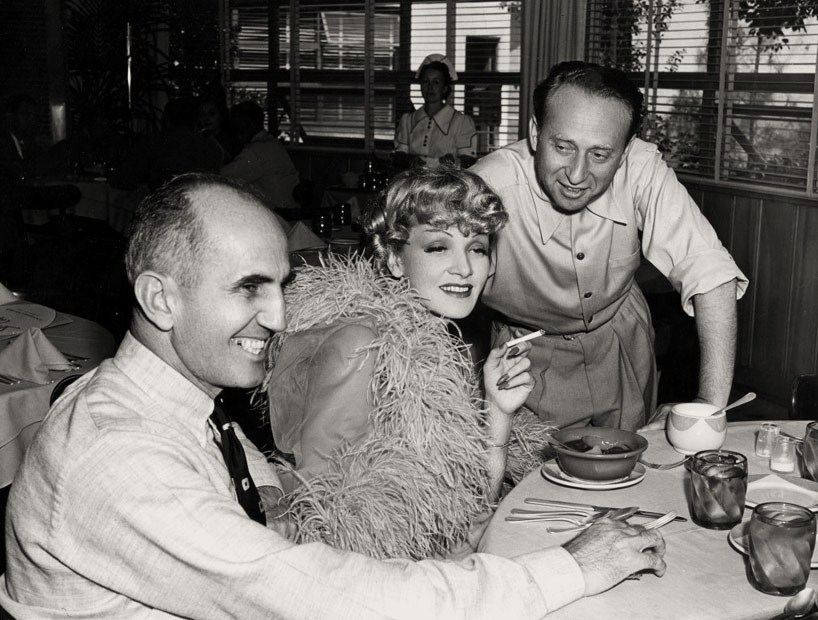
George Marshall, Marlene Dietrich et Joe Pasternak, vers 1938 sur le tournage de Femme ou Démon.

George Marshall est un acteur, réalisateur et scénariste américain, né le 29 décembre 1891 à Chicago (Illinois) et mort le 17 février 1975 à Los Angeles (Californie).
Il commence sa carrière dans les années 1910, à l’époque du cinéma muet et l’achève au début des années 1970, peu avant sa mort.

## Biographie
George Marshall a commencé sa carrière dans la période du muet, réalisant surtout des westerns, un genre qu'il n'a jamais complètement abandonné. Plus tard dans sa carrière, il a été particulièrement recherché pour des comédies. Il a beaucoup travaillé avec Bob Hope, Jerry Lewis, mais également avec WC Fields, Jackie Gleason, Will Rogers et Laurel et Hardy.
Il a dirigé deux versions du même scénario : Femme ou Démon (Destry Rides Again) en 1939 et  Le Nettoyeur (Destry) en 1954.
Réalisateur de près de cent films, George Marshall a été président de la Screen Directors Guild de 1948 à 1950.

## Filmographie partielle

### Comme réalisateur

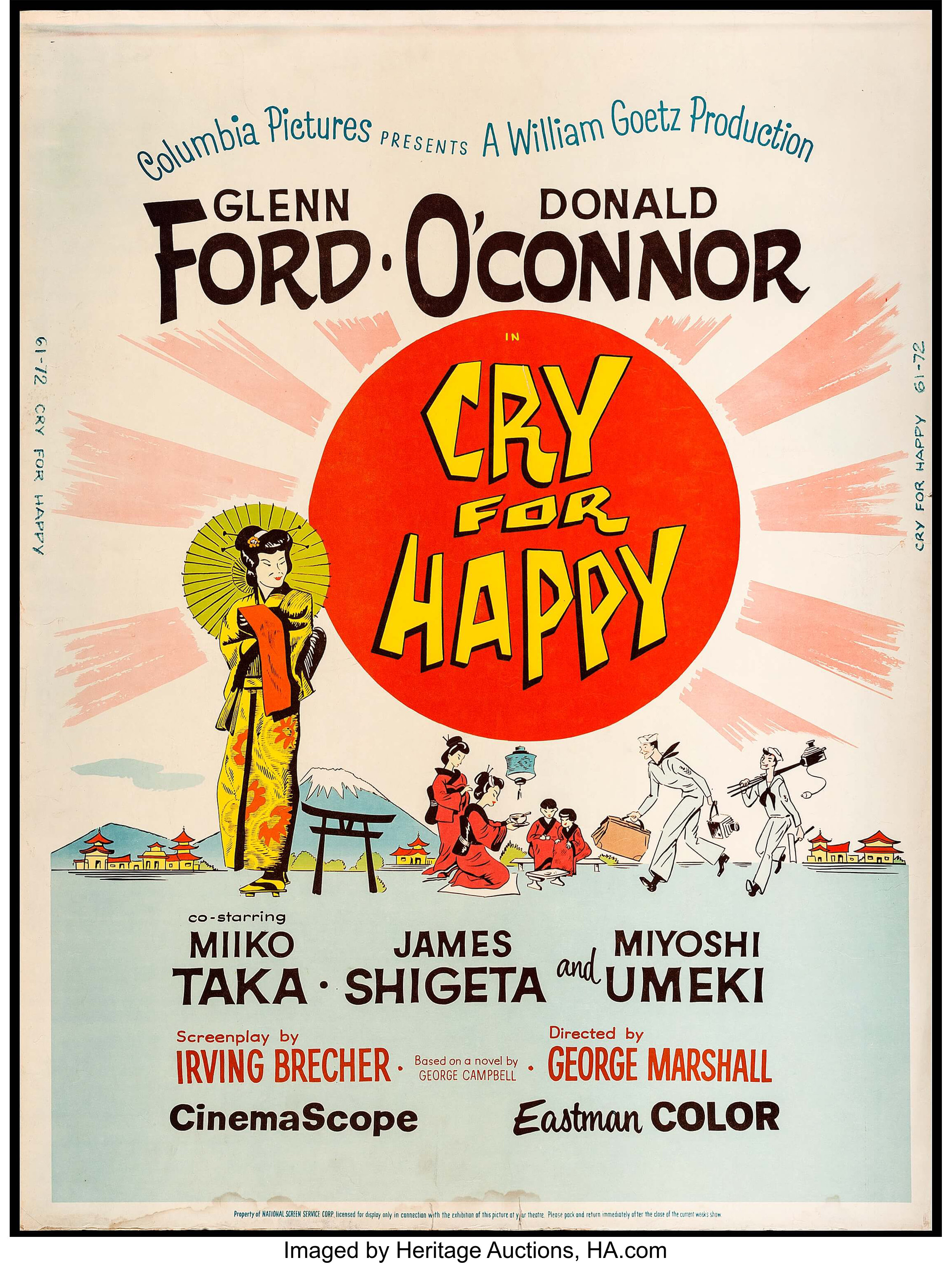
Affiche du film Opération Geishas (Cry for Happy - 1961.

#### Années 1910 et 1920
- 1916 : Across the Rio Grande
- 1917 : Squaring It
- 1918 : The Midnight Flyer
- 1920 : Ruth of the Rockies
- 1921 : The Lady from Longacre
- 1921 : Why Trust Your Husband?
- 1923 : Haunted Valley (serial)

#### Années 1930
- 1932 : Big Dame Hunting
- 1932 : Just a Pain in the Parlor
- 1932 : Strictly Unreliable
- 1932 : The Old Bull
- 1932 : Les Sans-soucis (Pack Up Your Troubles)
- 1932 : Alum and Eve
- 1932 : The Soilers
- 1932 : Laurel et Hardy bonnes d'enfants (Their First Mistake)
- 1932 : Marchands de poisson (Towed in a Hole)
- 1932 : A Firehouse Honeymoon
- 1933 : Hip Action, court métrage avec W.C. Fields
- 1934 : Wild Gold
- 1934 : Les Gars de la flotte (She Learned About Sailors)
- 1934 : Toujours la femme (Ever Since Eve)
- 1935 : Music Is Magic
- 1935 : Pas de pitié pour les kidnappeurs (Show Them No Mercy!)
- 1936 : The Crime of Dr. Forbes
- 1936 : Message à Garcia (A Message to Garcia)
- 1937 : Nancy Steele a disparu (Nancy Steele Is Missing!)
- 1937 : Aventure en Espagne (Love under Fire)
- 1938 : The Goldwyn Follies
- 1938 : Les Deux Bagarreurs (Battle of Broadway)
- 1939 : Femme ou Démon ou La Femme sans loi (Destry Rides Again)
- 1939 : Le Cirque en folie (You Can't Cheat an Honest Man)

#### Années 1940
- 1940 : Le Mystère du château maudit (The Ghost Breakers)
- 1940 : Les Dalton arrivent (When the Daltons Rode)
- 1941 : L'Or du ciel (Pot o' Gold)
- 1941 : Texas
- 1941 : La Vallée du soleil (Valley of the Sun)
- 1942 : La Fille de la forêt (The Forest Rangers)
- 1942 : Au pays du rythme (Star spangled rhythm)
- 1943 : Pris sur le vif (True to Life)
- 1944 : Quatre Flirts et un cœur (And the Angels Sing)
- 1945 : La Blonde incendiaire (Incendiary Blonde)
- 1945 : Un héritage sur les bras (Murder, He Says)
- 1945 : Épousez-moi, chérie ! (Hold That Blonde)
- 1946 : Le Dahlia bleu (The Blue Dahlia)
- 1946 : Le Joyeux Barbier (Monsieur Beaucaire)
- 1947 : Les Exploits de Pearl White (The Perils of Pauline)
- 1947 : Hollywood en folie (Variety Girl)
- 1948 : Le Sang de la terre (Tap Roots)
- 1949 : Le Démon de l'or (Lust for Gold)
- 1949 : Ma bonne amie Irma (My Friend Irma)

#### Années 1950
- 1950 : Propre à rien ! (Fancy Pants)
- 1950 : Mon cow-boy adoré (Never a Dull Moment)
- 1951 : Je veux un millionnaire (A Millionaire for Christy)
- 1952 : Le Fils de Géronimo  (The Savage)
- 1953 : Les Dégourdis de la M.P. (Off Limits)
- 1953 : Fais-moi peur (Scared Stiff)
- 1953 : Houdini le grand magicien (Houdini)
- 1954 : Duel dans la jungle (Duel in the Jungle)
- 1954 : Jarretières rouges (Red Garters)
- 1954 : Le Nettoyeur (Destry)
- 1955 : Grève d'amour (The Second Greatest Sex)
- 1956 : Les Piliers du ciel (Pillars of the Sky)
- 1956 : Au sud de Mombasa (Beyond Mombasa)
- 1957 : P'tite tête de trouffion (The Sad Sack)
- 1957 : Le Fort de la dernière chance (The Guns of Fort Petticoat)
- 1958 : La Vallée de la poudre (The Sheepman)
- 1958 : Le Général casse-cou (Imitation General)
- 1959 : Comment dénicher un mari (The Mating Game)
- 1959 : Un mort récalcitrant (The Gazebo)

#### Années 1960

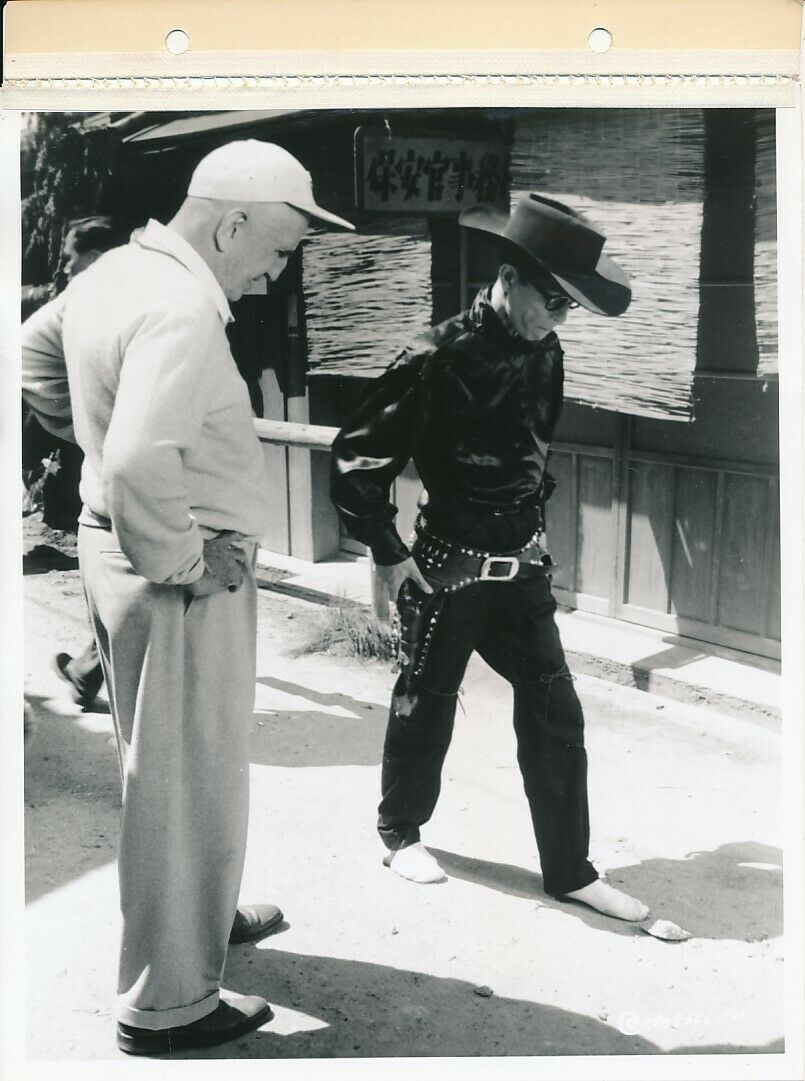
George Marshall (à gauche) lors du tournage de Opération Geishas (1961).

- 1961 : Opération geishas (Cry for Happy)
- 1961 : Les Joyeux Voleurs (The Happy Thieves)
- 1962 : La Conquête de l'Ouest (How the West Was Won) (segment The Railroad)
- 1963 : Papa's Delicate Condition
- 1964 : Le Bataillon des lâches (Advance to the Rear)
- 1966 : Quel numéro ce faux numéro ! (Boy, Did I Get a Wrong Number!)
- 1968 : Les Rêves érotiques de Paula Schultz (The Wicked Dreams of Paula Schultz)
- 1969 : Cramponne-toi, Jerry (Hook, Line and Sinker)

### Comme scénariste

#### Années 1910
- 1915 : And the Best Man Won
- 1916 : Across the Rio Grande
- 1916 : Love's Lariat
- 1916 : A Woman's Eyes
- 1917 : They Were Four
- 1917 : Border Wolves
- 1917 : Roped In
- 1917 : The Raid
- 1917 : Casey's Border Raid
- 1917 : Swede Hearts
- 1917 : Meet My Wife
- 1917 : Double Suspicion
- 1917 : Right of Way Casey
- 1917 : Squaring It
- 1917 : The Man from Montana
- 1918 : Quick Triggers
- 1918 : Naked Fists
- 1918 : Beating the Limited
- 1919 : The Gun Runners

#### Années 1920
- 1921 : A Ridin' Romeo
- 1921 : The Jolt

#### Années 1930
- 1930 : Hey Diddle Diddle
- 1932 : Big Dame Hunting
- 1932 : Marchands de poisson
- 1933 : Olsen's Big Moment
- 1934 : Quelle veine ! (Call It Luck) de James Tinling
- 1936 : Can This Be Dixie?

### Comme acteur

#### Au cinéma
- 1916 : Le Bal des domestiques (en) de Fatty Arbuckle : le gérant de la laverie
- 1916 : The Code of the Mounted de Jacques Jaccard
- 1918 : Beating the Limited
- 1932 : Les Sans-soucis : Pierre
- 1932 : The Soilers : caméo
- 1932 : Laurel et Hardy bonnes d'enfants : le voisin
- 1947 : Hollywood en folie (Variety Girl) : lui-même
- 1974 : The Crazy World of Julius Vrooder : Corky

## Télévision

### Comme réalisateur
- 1955 : Le Choix de... (1 épisode) - également scénariste
- 1964 - 1968 : Daniel Boone (3 épisodes)
- 1966 : Tarzan, épisode The Prisoner
- 1971 : Sam Cade

### Comme acteur
- 1955 : Cavalcade of America (en) (1 épisode)
- 1969 : Here's Lucy (1 épisode) : Sheriff George
- 1975 : Sergent Anderson (1 épisode) : Jonas Van Dyke Sr